# Yakuza (serie)
Like a Dragon, conocido en occidente como Yakuza hasta 2022, y en Japón como Ryū ga Gotoku (龍が如く, lit. Como un dragón), es una serie de videojuegos de rol de acción y franquicia de medios propiedad de Sega. La serie se centra, principalmente, en un hombre llamado Kazuma Kiryu, miembro de la Yakuza del Clan Tojo. Aunque en la mayoría de sus apariciones ha servido para el Clan Tojo, también se le ha visto enfocado en otros trabajos como el cuidado de unos niños huérfanos en un orfanato. En la serie Yakuza, el jugador controla a Kazuma Kiryu (o a otro personaje, dependiendo del título) en un mundo abierto donde puede luchar contra enemigos o participar en diferentes actividades para conseguir experiencia.
La serie fue creada por Toshihiro Nagoshi en su deseo de crear un videojuego que mostrara la forma de vida de los Yakuza. La serie ha vendido más de 7 millones de copias a fecha de junio de 2015. La gran popularidad adquirida de esta serie en Japón ha llevado la franquicia a otros medios, incluso algunas adaptaciones cinematográficas.

## Sistema de juego
El jugador controla a Kazuma Kiryu, único protagonista jugable en los tres primeros capítulos (en sucesivas entregas, Kazuma comparte protagonismo con otros personajes). El desarrollo de la aventura se dividen en tres apartados conectados: Evento, Aventura y Batalla. El personaje principal se encuentra con enemigos aleatorios en su camino, momento en que se activa el combate. El jugador usa combate cuerpo a cuerpo, aunque también puede hacer uso de armas blancas y de fuego. Al salir victoriosos del combate, el jugador gana dinero que puede utilizar para comprar equipamiento u objetos de curación. Los combates que tienen relación con la trama pueden terminar más rápido al derrotar al líder de los enemigos. Algunos de estos combates tienden a incluir QTE. A través las peleas, Kazuma gana experiencia, que permite ampliar sus estadísticas y convertirse en un luchador más fuerte.
El jugador también puede viajar a través de las ciudades y participar en diferentes eventos, tales como gestionar clubes de alterne, lucha de torneos clandestinos, entre otros. Estos encuentros ayudan a Kazuma ganar más experiencia.

## Sinopsis
La historia de la serie se inspira en distintas películas sobre Yakuzas, una de los más populares géneros cinematográficos en Japón. Las historias de los dos primeros juegos de la serie fueron escritos por el novelista Hase Seishu, un escritor de novela negra. Fue adaptada en una película por el director Takashi Miike. La historia principal se presenta en capítulos, de un modo similar a la película de culto del cine de yakuzas de 1971 Bakuto Gaijin Butai (conocida en EE. UU. como Sympathy for the Underdog) dirigida por Kinji Fukasaku, y se desarrolla a lo largo de un centenar de subtramas por juego. La profundidad de la historia proporciona a la serie un elenco grande de diferentes personajes, incluyendo a muchos que se repiten en papeles de menor importancia.
Durante la década de 1970, tres niños, Kazuma Kiryu, Akira Nishikiyama (también conocido como Nishiki), y la hermana menor de este último, Yuko Nishikiyama, son criados en el orfanato Sunflower de Shintaro Kazama. En el verano de 1980, se les unen Yumi Sawamura, una joven cuyos padres fueron asesinados accidentalmente durante un tiroteo por parte de una pandilla. Siguiendo la tradición yakuza, el honorable Kazama acoge en secreto a los huérfanos cuyos padres ha matado, directa o indirectamente. A cambio, estos niños le ven a él como un padre y él finalmente presenta los adolescentes a la familia Dojima , un clan Tojo afiliado a él.
Años más tarde, el prometedor Kazuma Kiryu se eleva rápidamente en la jerarquía yakuza y se gana el apodo de "el dragón de la Familia Dojima" por el dragón Irezumi tatuado en la espalda, que es el origen del título original Ryu ga Gotoku, que significa "Como un dragón". Su amigo de la infancia Nishikiyama se debate entre la lealtad a Kyodai o a sus "hermanos" yakuza, y los celos contra el que siempre ha sido el protegido de Kazama. Otro tema de la rivalidad entre los dos amigos es su amor secreto por Yumi, quien los mira como sus hermanos mayores. En 1990, con el fin de permanecer cerca de los dos, ella dejó el orfanato y se mudó a Tokio, en el barrio de Kamurocho, donde consiguió un trabajo como anfitriona en el bar Serena, regentado por Reina. El 1 de octubre de 1995, Kazuma Kiryu dijo a sus amigos que estaba listo para crear su propia familia yakuza, sólo que carece de la aprobación de Sohei Dojima, presidente de la Familia Dojima. Más tarde, en esa noche, Dojima secuestra a Yumi en el bar Serena. Nishikiyama trata de interferir, pero los hombres de Dojima lo detienen. Cuando Nishikiyama eventualmente alcanza la oficina de Dojima, se encuentra con su jefe a punto de violar a Yumi y le dispara, matándolo. Kazuma, en una reunión con Kazama, fue llamado por la Reina y se produce poco después de encontrar Dojima en el suelo y Nishikiyama y Yumi en estado de shock. Kazuma se hace responsable de la muerte con el fin de proteger a Yuko, que necesita su hermano Nishikiyama con ella, ya que está a punto de someterse a una operación crítica. Kazuma ordena a Nishikiyama y Yumi que se vayan antes de que llegue la policía.
El primer juego sigue la historia de Kazuma Kiryu (桐 生 一 馬), un yakuza que es liberado de la prisión después de una condena de diez años por el asesinato de Sohei Dojima. El clan Tojo fue una vez un patrimonio de diez billones de yenes, o alrededor de 100 millones de dólares, que fueron robados de su bóveda. La búsqueda del dinero, llevada a cabo por toda la mafia japonesa, da como resultado en que Kiryu se ve obligado a volver al brutal mundo sin ley de la yakuza. Una joven misteriosa llevará a Kiryu a las respuestas, si es capaz de mantenerla con vida.
Un año antes del comienzo del segundo juego, Kazuma Kiryu dejó su puesto como Presidente del clan Tojo, el sindicato del crimen más violento de Japón. Cuando estalla la guerra entre bandos, Kiryu debe regresar y defender el honor de su antiguo clan, con brutales enfrentamientos con bandas rivales, la policía y la mafia coreana a través de los callejones y clubes nocturnos de Tokio y Osaka.
En marzo de 2009, Kazuma Kiryu abandonó Kamurocho para fundar y gestionar el orfanato "Morning Glory" en Okinawa, donde cría y educa a nueve niños, entre ellos a su hija adoptiva Haruka Sawamura. En esta entrega, la historia de Kiryu le lleva desde las playas de Okinawa hasta la parte más oscura de Tokio del que él se retiró de una vida que creía haber dejado atrás.
En 1 de marzo de 2010, Kazuma Kiryu se ve, de nuevo, involucrado en un incidente en Kamurocho. En primer lugar, un hombre fue disparado en el césped del poderoso clan Tojo, lo que provocó su muerte. Seguidamente, un hombre que investiga el asesinato es apuñalado hasta la muerte. Estos acontecimientos despiertan una lucha en toda regla por el dinero, el poder, y sobre todo, el honor, en una historia que se desarrolla a través de los puntos de vista de cuatro personajes diferentes.
En diciembre de 2012, el séptimo presidente de la Alianza Omi está en su lecho de muerte. Su muerte pondría fin a la tregua entre el clan Tojo y la Alianza Omi, de modo que se daría lugar a una guerra entre ambos clanes. Para preparase, el clan Tojo se ve obligado a fortalecer su organización aliándose con los clanes más antiguos instalados en otras grandes ciudades de Japón para crear, de este modo, una nueva organización, para enfrentarse con el de la Alianza Omi. Esta nueva alianza violaría las antiguas barreras tradicionales de los territorios de los clanes, lo que lleva a Daigo Dojima viajar a Fukuoka.

## Videojuegos
La serie cuenta con diez títulos principales que fueron puestos a la venta en orden cronológico, con cada entrega continuando la historia a partir del final del anterior.
También existen varios Spin-off, en su mayoría no-canónicos. Uno de ellos narra la historia de un supuesto antepasado de Kazuma Kiryu, basado en la figura de Miyamoto Musashi (llamado Kazumanosuke Kiryu en el juego), en los siglos 16 y 17. Otro se ubica en el barrio de Kamurocho en el que se desata una invasión zombi. En PSP existen dos spin-offs que cuenta la historia de un luchador callejero de Kamurocho que asesina en combate a un miembro del Clan Tojo.
Ryu ga Gotoku Zero: Chikai no Basho (conocido como Yakuza Zero en Occidente) fue anunciado el 24 de agosto de 2014 para PlayStation 3 y PlayStation 4 y por primera vez para Microsoft Windows para el 1 de agosto de 2018.

### Serie principal
- Yakuza (2005) (龍が如く, Ryū ga Gotoku, lit. Like a Dragon)
- Yakuza 2 (2006) (龍が如く2, Ryū ga Gotoku 2, lit. Like a Dragon 2)
- Yakuza 3 (2009) (龍が如く3, Ryū ga Gotoku 3, Like a Dragon 3)
- Yakuza 4 (2010) (龍が如く4 伝説を継ぐもの, Ryū Ga Gotoku 4: Densetsu wo Tsugumono, lit. Like a Dragon 4: Herederos de la leyenda)
- Yakuza 5 (2012) (龍が如く5 夢、叶えし者, Ryū Ga Gotoku 5: Yume, Kanaeshimono, lit. Like a Dragon 5: Cumplidor de sueños)
- Yakuza 0 (2015) (龍が如く0 誓いの場所, Ryū Ga Gotoku Zero: Chikai No Basho, lit. Like a Dragon 0: Lugar de juramento)
- Yakuza 6: The Song of Life (2016) (龍が如く6 命の詩。, Ryū Ga Gotoku 6: Inochi no Uta, lit. Like a Dragon 6: La canción de la vida)
- Yakuza: Like a Dragon (2020) (龍が如く7 光と闇の行方, Ryū ga Gotoku 7: Hikari to Yami no Yukue, lit. Like a Dragon 7: Paradero de luz y oscuridad)
- Like a Dragon Gaiden: The Man Who Erased His Name (2023) (龍が如く７外伝 名を消した男, Ryū Ga Gotoku 7 Gaiden: Na wo Keshita Otoko, lit. Like a Dragon 7 Gaiden: El hombre que borró su nombre)
- Like a Dragon: Infinite Wealth (2024) (龍が如く8, Ryū ga Gotoku 8, lit. Like a Dragon 8)
- Like a Dragon: Pirate Yakuza in Hawaii (2025) (龍が如く8外伝 PIRATES IN HAWAII, Ryū Ga Gotoku 8 Gaiden: PIrates in Hawaii, lit. Like a Dragon 8 Gaiden: Pirates in Hawaii)

### Spin-offs

#### Ryu ga Gotoku Kenzan! (2008)
Debido al éxito de la serie principal de Yakuza, fue creado un spin-off llamado Ryu ga Gotoku Kenzan!, que fue puesto a la venta en Japón y Asia el 6 de marzo de 2008 para PlayStation 3. No hubo lanzamiento Occidental, a pesar de las numerosas peticiones a Sega.

#### Kurohyō: Ryu ga Gotoku Shinsho (2010)
Inicialmente conocido con el título "Proyecto K", es un spin-off en PSP que fue lanzado en Japón el 22 de septiembre de 2010.

#### Yakuza: Dead Souls (2011)
Su título original es Ryu ga Gotoku Of The End. La trama cuenta un conflicto desatado por un brote zombi en Kamurocho. Este spin-off fue distribuido en Occidente como Yakuza: Dead Souls, y fue lanzado en EE. UU. y Europa en marzo de 2012 para PlayStation 3.

#### Kurohyō 2: Ryu ga Gotoku Ashura henu (2012)
Kurohyō 2: Ryu ga Gotoku Asyura henu es una continuación de Kurohyō: Ryu ga Gotoku Shinsho. Fue lanzado en Japón el 22 de marzo de 2012 para PSP.

#### Ryu ga Gotoku Ishin! (2014)
Ryu ga Gotoku Ishin! es un spin-off para PlayStation 3 y PlayStation 4 lanzado en Japón el 22 de febrero de 2014, fecha de lanzamiento de PlayStation 4 en Japón.

#### Yakuza Online (2018)
Es un videojuego para PC y dispositivos móviles que fue lanzado en Japón a finales de 2018. El juego está protagonizado por un nuevo personaje llamado Ichiban Kasuga, quien regresa a la ciudad de Kamurocho tras pasar 17 años en la cárcel por un crimen que no cometió.

#### Judgment (2018)
Judgment, conocido en Japón como Judge Eyes: Shinigami no Yuigon, es un thriller ambientado en el mundo Yakuza, en Kamurocho, y sigue al detective privado Takayuki Yagami, quien investiga un caso de asesinato en serie. Está protagonizada por el actor japonés Takuya Kimura. El juego emplea un sistema de lucha similar al de Yakuza 0 donde los jugadores pueden cambiar de estilo. Además, presenta un modo de investigación donde el jugador tiene que encontrar rastros del criminal. Fue lanzado para PlayStation 4 el 13 de diciembre de 2018 en Japón y el 25 de junio de 2019 se produjo su lanzamiento mundial.

#### Streets of Kamurocho (2020)
Streets of Kamurocho es uno de los cuatro videojuegos que lanzó Sega de manera gratuita por su 60.º aniversario, siendo los otros tres Armor of Heroes, Endless Zone y Golden Axed.
Creado por Empty Clip Studios y Ryu Ga Gotoku Studio y publicado por Sega, este crossover combina los personajes y momentos de la serie Yakuza con la jugabilidad beat ´em up de Streets of Rage 2, siendo lanzado el 17 de octubre de 2020 a través de Steam.

### Relanzamientos

#### Ryū ga Gotoku 1&2 HD Edition (2012)
Una edición remasterizada en alta definición de los dos primeros títulos, Yakuza y Yakuza 2, titulada Ryū ga Gotoku 1&2 HD Edition fue lanzada en Japón el 1 de noviembre de 2012, para la consola PlayStation 3. Un port de esta edición para la consola Nintendo Wii U fue lanzado en Japón el 8 de agosto de 2013. Este videojuego no fue lanzado en occidente.

#### Yakuza Kiwami (2016)
Una adaptación del primer Yakuza, titulado Yakuza Kiwami (en Japón: Ryu ga Gotoku: Kiwami) fue lanzado en Japón el 21 de enero de 2016 para las consolas PlayStation 3 y PlayStation 4. Este juego tuvo su lanzamiento en occidente el 29 de agosto de 2017, en la consola PlayStation 4 y por primera vez para Microsoft Windows.

#### Yakuza Kiwami 2 (2017)
Una adaptación del juego Yakuza 2, titulado Yakuza Kiwami 2 (en Japón: Ryu ga Gotoku: Kiwami 2) fue lanzado en Japón el 7 de diciembre de 2017, para la consola PlayStation 4. El juego usa el mismo motor gráfico que Yakuza 6: The Song of Life. Esta adaptación añade a Goro Majima como personaje jugable, continuando su historia establecida en Yakuza 0. Este videojuego fue lanzado en occidente el 28 de agosto de 2018, en la consola PlayStation 4. Y tiempo después llegó para la Xbox one el 30 de julio de 2020

#### The Yakuza Remastered Collection (2019)
Esta colección para la consola PlayStation 4 y posteriormente lanzada en Xbox y PC, incluye los juegos Yakuza 3, Yakuza 4 y Yakuza 5 completamente remasterizados, con una nueva localización y nuevos contenidos. Los guiones en inglés de los tres videojuegos fueron sometidos a un proceso de revisión y de reescritura en algunos casos, y se mejoraron los gráficos y el rendimiento, aumentando la calidad de 720p a 1080p y de 30fps a 60fps. Además, se añadieron numerosos contenidos eliminados o censurados en las ediciones occidentales de los Yakuza, como los minijuegos Mahjong, Shogi y el cabaret. Cada uno de los tres juegos fue lanzado digitalmente en una fecha específica y posteriormente en una edición física que incluyó la colección completa. La edición remasterizada de Yakuza 3 fue lanzada el 20 de agosto de 2019, mientras que Yakuza 4 lo hizo el 29 de octubre del mismo año. Por último, Yakuza 5 fue lanzado el 11 de febrero de 2020. Esta colección fue lanzada en Xbox Game Pass, Microsoft Store y Steam el 28 de enero de 2021.

## Cambios en las adaptaciones a Occidente
Cuando la serie se internacionalizó y fue localizada para adaptarse al mercado occidental, se produjeron varios cambios. Los más notorios fueron el cambiar el título del juego (龍が如く, Ryū ga Gotoku, traducido literalmente Como un dragón, fue cambiado a Yakuza) y los nombres de varios personajes (Shintaro Kazama rebautizado como Shintaro Fuma, Akira Nishikiyama como Akira Nishiki, Futoshi Shimano como Futo Shimano y Sai no Hanaya como Kage. El título de la serie volvió a ser el original en el occidente, con el anuncio de la octava entrega principal en la franquicia; Like a Dragon 8).
Yakuza 4 corrigió varios de estos cambios de localización, tras las críticas de los juegos anteriores, y en particular al contenido eliminado en el lanzamiento occidental de Yakuza 3. El productor de la serie, Noguchi-San, señaló que hubo un intento de "llevar una adaptación más completa y que fuera más fiel al material original". Esto incluyó revertir varios cambios de nombre en los personajes y volver a los originales. Además, algunos diálogos fueron mejor adaptados; en adaptaciones occidentales anteriores, el protagonista Kazuma Kiryu era referido en todo momento por su nombre de pila. En Yakuza 4 ya no fue más así y era nombrado por su apellido, Kiryu, que refleja de un modo más fiel el diálogo original.
El primer juego de Yakuza llegó al mercado occidental con un nuevo doblaje en inglés, sin opción de seleccionar el japonés original. Esto fue muy criticado por parte de los jugadores, que no podían aceptar que un juego con temática tan japonesa, con personajes japoneses y situado en un barrio de Tokio, todos hablasen en un perfecto inglés de EE. UU.. Sin embargo, ese juego fue la única excepción en toda la serie ya que, a partir de Yakuza 2, todos los juegos llegaron a Occidente con el audio original japonés intacto.

## Adaptaciones
La franquicia Yakuza ha sido adaptada en otros formatos fuera de los videojuegos. Hasta la fecha, se pueden encontrar adaptaciones como una película cortometraje directa a DVD, una película estrenada en cines japoneses, bandas sonoras originales, guías oficiales, libros y otros productos licenciados como camisetas y ropa diversa basada en los personajes o en sus tatuajes, una edición especial de la consola PlayStation 3 con motivo del estreno de Yakuza 3, juguetes y figuras de acció fabricadas por Maitan.

### Libros
Con el estreno del juego original en 2005, Sega creó una revista de edición limitada para la campaña de pre-reserva llamada Kamutai Magazine (カムタイマガジン). Este libro de color era un monográfico dedicado al juego con Mai, un personaje femenino que protagoniza una de las sub-tramas del juego, como la chica de la portada. El aspecto físico de este personaje fue inspirado por su actriz de voz, Mihiro, muy popular como actriz en películas de alto contenido erótico. Desde entonces, cada nueva versión de juego coincide con una nueva edición de la revista Kamutai con una actriz de voz como chica de portada. De ahí que este número de diciembre de 2005 fue continuada con una segunda edición en diciembre de 2006 (la chica de la portada fue la estrella porno japonesa Nana Natsume), una tercera edición en marzo de 2008 (chica de la portada es la estrella porno taiwanesa Yinling of JoyToy) y una cuarta edición en febrero de 2009 (chicas de portada son Shizuka Muto, Sayaka Araki y Rina Sakurai). La quinta edición fue incluida con Yakuza 4 y lanzado en marzo de 2010.

### Cortometraje directo a DVD
Takeshi Miyasaka dirigió un cortometraje directo al mercado doméstico durante el período de la promoción para el lanzamiento occidental del juego que muestra a Kazuma, Nishiki y Yumi mientras eran criados en el orfanato "Sunflower" y más tarde en su viaje hacia Tokio. Este cortometraje titulado Ryu ga Gotoku: Prologue (龍が如く~ ~序章, ryu ga gotoku -joshou-) sirve como una precuela y narra los eventos que tienen lugar al principio del juego.

### Película estrenada en cines
Una adaptación a la gran pantalla fue estrenada en los cines japoneses el 2 de marzo de 2007, Ryu ga Gotoku: Movie (龍が如く劇場版, gotoku ga ryu: Gekijôban). Se basa en la primera entrega del juego y fue dirigida por Takashi Miike. La película se estrenó en los EE. UU. el 23 de junio del mismo año. En Europa fue estrenada directamente en algunos canales de televisión en algunos países europeos y también comercializada en DVD.

### Radionovela
Desde septiembre de 2008, los actores de voz japoneses de la serie Yakuza, entre ellos Takaya Kuroda (Kazuma Kiryu) y Hidenari Ugaki (Goro Majima), participan en una radionovela que se conoce como Ryu Ga Gotoku presents Kamuro-cho Radio Station (龍が如くPresents神 室町 RadioStation). La segunda temporada Kamuro-cho Shin RadioStation (新·神室町RadioStation), que cubre las etapas 2009 ~ 2010, está actualmente en curso con episodios de números anteriores disponibles para su descarga como podcasts. Los episodios anteriores de la temporada 2008 ~ 2009, Kamuro-cho RadioStation (神室町RadioStation), también están disponibles como podcasts archivados para su descarga.

### Web TV
Kamurocho Caba Jou TV (神室町キャバ嬢TV) es una web televisión dedicada a la serie de cabaret de chicas jóvenes. Los contenidos principales son la audición y el perfil de las chicas, pero también puede estar relacionado con otro aspecto de la serie de juegos; por ejemplo, el volumen 15 se centra en sus artistas de las bandas sonoras. Todos los espectáculos, llamados "volúmenes", se archivan en la web oficial de la televisión por Internet.

### Serie de televisión
Una adaptación de la serie de televisión coproducida entre Japón y Estados Unidos titulada Like a Dragon: Yakuza se estrenará el 25 de octubre de 2024, con Ryoma Takeuchi como protagonista en el papel principal de Kazuma Kiryu. Otros miembros del elenco incluyen a Kento Kaku como Nishikiyama y Munetaka Aoki como Goro Majima.